# Mandarim (personagem)
O Mandarim é um supervilão fictício que aparece nas histórias em quadrinhos americanas publicadas pela Marvel Comics. Ele é o arqui-inimigo do Homem de Ferro. O personagem foi criado por Stan Lee e desenhado por Don Heck, aparecendo pela primeira vez em Tales of Suspense #50 (capa datada de fevereiro de 1964). O personagem é descrito como nascido na China antes da revolução comunista, filho de um pai chinês rico e de uma mãe aristocrática inglesa. Ambos morreram quando ele era muito jovem. Ele é caracterizado como um megalomaníaco, tentando conquistar o mundo em várias ocasiões, mas também possuindo um forte senso de honra.
O Mandarim é retratado como um cientista genial e um artista marcial habilidoso. No entanto, suas fontes primárias de poder são 10 anéis que ele adaptou da tecnologia alienígena de uma nave espacial acidentada. Cada anel tem um poder diferente e é usado em um dedo específico.
O Mandarim já apareceu em diversas formas de mídia, como animação e jogos de computador. Um ator do personagem, Trevor Slattery (interpretado por Ben Kingsley), foi apresentado em Homem de Ferro 3, filme do Universo Cinematográfico Marvel lançado em 2013, com um "Mandarim real" revelado no curta-metragem All Hail the King. O personagem "real" mencionado anteriormente se chama Xu Wenwu e aparece no filme Shang-Chi e a Lenda dos Dez Anéis (2021), foi interpretado por Tony Leung Chiu-Wai, o personagem é um personagem composto com Zheng Zu, o pai de Shang-Chi nos quadrinhos.
Em 2009, o Mandarim foi ranqueado como o 81º maior vilão de quadrinhos de todos os tempos pela IGN.

## Histórico
O mandarim apareceu pela primeira vez em Tales of Suspense #50 (fevereiro de 1964), escrito por Stan Lee e ilustrado por Don Heck.
Ao discutir a criação do personagem, Heck afirmou: "Esse era o personagem de Stan Lee, realmente. Ele o queria porque estava pensando em, oh, uma daquelas histórias antigas que eles tinham anos atrás: Fu Manchu e foi o que ele disse para ele mim: "Eu quero um personagem como Fu Manchu."

## Biografia do personagem
Filho de uma nobre inglesa e de um chinês, descendente de Gengis Khan, o Mandarim vivia como um aristocrata, até perder suas posses que incluíam castelos, por conta da Revolução Cultural. O Mandarim se considerava um mestre em artes marciais, mas suas armas mortais eram 10 anéis, que usava um em cada dedo das mãos. Cada um desses anéis tinha um poder diferente.
Depois se descobriu que esses anéis eram de origem alienígena, de uma raça de seres que se pareciam fisicamente com dragões, uma das causas das lendas chinesas sobre esse mítico monstro. O Mandarim dominava também a tecnologia alienígena do teletransporte, que a utilizava para capturar pessoas do seu interesse. Várias vezes raptou o Homem de Ferro e também um antigo funcionário de Tony Stark, chamado Happy Hogan, que na ocasião havia vestido a armadura de ferro para ajudar o patrão. Em outro confronto, construiu o androide chamado Ultimo para lutar com o super-herói.
Além de enfrentar o Homem de Ferro com certa regularidade, o Mandarim já combateu o Hulk ao lado do Homem-Areia. Fez parte também dos Mestres do Terror, inimigos dos Vingadores. Chegou até a enfrentar os X-Men. Após ser dado como morto em um confronto com o Homem de Ferro, seu legado é assumido pelo seu filho Temugin.

## Poderes e habilidades
O Mandarim é um excelente atleta, com grande habilidades nas mais variadas artes marciais. Através da prática repetida, ele tem endurecido todas as superfícies marcantes de seu corpo, especialmente as mãos, que são cobertas de calos grossos. Ele pode até mesmo dividir uma viga-magnética de liga reforçada na armadura do Homem de Ferro com golpes repetidos. Tão grande é a habilidade de artes marciais do Mandarim, que ele pode sobreviver até mesmo por anos sem comida e água, aparentemente; mantendo-se puramente através de seu domínio do chi. O grau preciso das artes marciais do Mandarim tem sido objeto de vários retcons implícitos pela Marvel Comics. Inicialmente, o Mandarim foi retratado como sendo um artista marcial; sendo também um super-humano habilidoso que poderia destruir a armadura do Homem de Ferro com as próprias mãos.
O Mandarim é um dos maiores gênios científicos do Universo Marvel, e altamente qualificado em várias ciências. Não só ele se fez uma autoridade especialista em ciência Makluan estrangeira, mas ele também tem se construído com base nesse conhecimento; fazendo novas descobertas com base nesse tipo de ciência.
As principais armas pessoais do Mandarim são os dez anéis que ele usa nos dedos de ambas as mãos. As operações dos Anéis não podem ser explicadas pela ciência contemporânea da Terra, mas sabe-se que eles serviram como fontes de energia quase ilimitada para os motores de nave estelar Makluan de Axonn-Karr. O Mandarim aprendeu como converter os anéis para seus usos pessoais e para fazê-los responder aos seus comandos mentais. Os dedos em que ele usa cada anel, e as funções conhecidas deles; e de como ele usa cada anel, são dadas abaixo.
Como disse o escritor Kieron Gillen em Homem de Ferro, novos nomes foram revelados para alguns anéis que os Anéis - aparentemente sencientes - usam para identificar uns aos outros. Capaz de se expressarem e de intercomunicarem via telepatia, os anéis demonstram traços de personalidade e são mesmo capazes de fazer escárnio, humilhando o anel Nightbringer por não encontrar um hospedeiro, ao mesmo tempo que os seus companheiros.
| Dedos          | Mão esquerda | Mão direita |
| -------------- | --- | --- |
| Dedo mínimo    | Explosão de gelo/"Zero" O anel emite ondas de frio que pode ser usadas para atordoar um adversário. O anel normalmente faz um caminho no ar em sua explosão para transformar em gelo, e pode diminuir a temperatura de um objeto para quase zero absoluto. A gema tem a forma de várias cápsulas cilíndricas pequenas, de cor azul-branco. | Luz negra/"Nightbringer" O anel pode criar uma área de escuridão absoluta que parece absorver toda a luz que está ao redor dentro dele. Apesar de "luz negra" ser um termo utilizado para se referir a radiação ultravioleta, a escuridão criada pelo anel é, provavelmente; uma forma de "Darkforce." A gema tem a forma de quatro pequenos pontos pretos-azuis, dispostas em um formato quadrado em grupos de dois. |
| Dedo anelar    | Mento-Intensificador/"The Liar" O anel amplia a própria energia psíquica do usuário, permitindo-lhe colocar uma ou mais pessoas sob seu controle mental e transmitir ordens a eles mentalmente. Mais frequentemente utilizado para criar ilusões. A gema tem a forma de um diamante azul/quadrado inclinado. | Feixe de desintegração/"Spectral" O anel emite um feixe de energia que destrói todas as ligações entre os átomos e moléculas do objeto que ele ataca. Este anel tem vinte minutos para recarregar após o uso. A gema tem a forma de um quadrado de ouro. |
| Dedo do meio   | Explosão elétrica/"Lightning" O anel emite energia elétrica em quantidades e intensidades mentalmente determinadas pelo usuário. O limite máximo atingido atualmente não é conhecido. A gema tem a forma de uma linha verde angular. | Feixe de vórtex/"Spin" O anel faz com que o ar se mova sobre alta velocidade, como num vórtice. O vórtice pode ser usado como uma arma de ataque, como um meio de levitação de objetos; ou como um meio de propulsão do usuário do anel através do ar. A gema tem a forma de um círculo azul simples. |
| Dedo indicador | Explosão de chamas/"Incandescence" O anel emite radiação infravermelha ou de calor em intensidades mentalmente determinadas pelo usuário. Normalmente, o calor da chama se produz através de um incandescente caminho através das moléculas no ar gerando uma explosão. O feixe de calor pode ser utilizado para desencadear explosões químicas. A quantidade máxima de calor que pode gerar não é conhecida. A gema tem a forma semelhante ao anel de explosão de gelo, mas com quatro cápsulas e uma cor vermelha. | Feixe de impacto/"Influence" Este anel pode projetar várias formas de energia, mais frequentemente que de neutrões rápidos, com grande força de concussão. O anel também tem sido usado para projetar intensas vibrações sonoras e criar ondas magnéticas que atraem ou repelem objetos. O anel pode ser capaz de emitir outras formas de energia, bem como tem sido utilizado para jogar o Homem de Ferro através de uma montanha. A gema tem a forma de uma estrela, de cor púrpura (ou vermelha). |
| Polegar        | Luz branca/"Daimonic" Este anel pode emitir diversas formas de energia ao longo do espectro eletromagnético. Tem sido usado para criar poderosa gravidade suficiente para fazer o Homem de Ferro enterrar-se ao tentar andar para a frente. A gema tem a forma de dois círculos brancos, fixado em ouro (quase como um par de olhos). | Reorganização da matéria/"Remaker" Este anel pode reorganizar os átomos e as moléculas de uma substância, ou acelerar ou retardar o seu movimento, de modo a produzir vários efeitos. O anel tem sido usado para condensar o vapor de água no ar para líquida, para solidificar gases; para criar gases venenoso letais no ar, para transformar um grupo de homens em pedra, para transformar um homem em um besouro, para virar uma montanha em um monstro de rocha, e para fazer uma mão de pedra grande o suficiente para romper do chão e envolver o corpo do Homem de Ferro. O anel não pode transmutar elementos ou reorganizar os átomos e moléculas do feixe-magnético da armadura reforçada do Homem de Ferro. A gema tem a forma de um pequeno círculo roxo. |

Ao longo dos anos através de uma disciplina mental alcançada através de meditação e longa prática de uso dos anéis, o Mandarim estabeleceu uma forte ligação psíquica com seus dez anéis de poder, o que foi feito muitas vezes; deixando-o mais forte durante o período em que sua mente/espírito, na verdade, habitava-os. Um exemplo mostra que ninguém pode usá-los para si mesmo, nem pode comandá-los sem a sua permissão os anéis do Mandarim; além dele mesmo. O Mandarim agora pode comandar os anéis mesmo quando eles estão separados dele por grandes distâncias. Ele pode mentalmente monitorar eventos que ocorrem perto de um anel que foi separado dele. A exposição contínua aos anéis alienígenas fez suas mãos ficarem verdes e escamosas. Ele pode voluntariamente dar o controle temporário sobre um anel aos seus servos. Se o servo morre ou cai inconsciente, os anéis teleportam-se de volta para o Mandarim. Por outro lado, se o próprio Mandarim é morto, todos os anéis retornam automaticamente para ele. Em uma ocasião, isso deixou os servos do Mandarim impotentes para parar alguns dos empregados de Tony Stark, que o Mandarim havia sequestrado; de escapar.
O Mandarim também usou um gerador de campo de força, mas isso não é parte de seu armamento padrão.
Ele também usou uma faixa na cabeça que lhe permitia transferir sua mente para seus anéis ou para dentro do corpo de outra pessoa, e um dispositivo de teletransporte escondido em sua pessoa, ambos exemplos de tecnologia Makluan.
O Mandarim além de ser um estrategista brilhante e brutal; é também talentoso. Ele também age de acordo com um código muito rigoroso de honra. Quando ele tentou impedir a Stark Enterprises de se estabelecer em Hong Kong, o Mandarim desafiou o Homem de Ferro para um duelo, afirmando que se ele ganhasse, iria assumir o controle das operações da Stark Enterprises em Hong Kong; e que se ele perdesse deveria cessar de colocar entraves nas atividades de Stark. Quando o Homem de Ferro o derrotou em um combate justo, ele viveu até o seu final do contrato. Em outra ocasião, ele matou um de seus asseclas para tentar drogá-lo durante uma sessão de treinos, com raiva que um de seus alunos usarem tais táticas desonrosas.

## Outras versões

### Spider-Ham
No universo do Spider-Ham, há uma versão do Mandarim que é um lêmure de cauda anelada chamado Mandaringtail.

### Heróis Renascem
Na realidade de Heróis Renascem criada por Franklin Richards, existe uma versão do Mandarim, mas é revelado ser um robô criado pelo Doutor Destino como um fantoche para controlar a Hidra.

### Marvel Mangaverso
Em Marvel Mangaverso, o Mandarim era um inimigo do Homem de Ferro e da Iron Girl. O Mandarim é morto pelo Tentáculo que rouba os anéis e corta as mãos.

### Dinastia M
Na realidade da Dinastia M, o Mandarim era um senhor da guerra chinês morto há muito tempo, famoso por seus anéis sobrenaturais. Os anéis (ainda ligados às mãos mumificadas do Mandarim) foram aparentemente descobertos por Shang-Chi e sua gangue, mas isso foi revelado como uma armadilha criada pelo Rei do Crime.

### Ultimate Marvel
No Universo Ultimate, o Mandarim aparece em um flashback em Ultimate Avengers vs. New Ultimates, com Tony Stark em um protótipo de armadura anterior atacando Mandarim segurando James Rhodes em cativeiro. Isso na verdade não está em continuidade com o Universo Ultimate, já que esta é uma série animada do Homem de Ferro que Nick Fury está assistindo; o Mandarim é um personagem fictício inventado para o desenho animado autopromovido.
Embora a encarnação inicial não exista realmente, uma versão do Mandarim aparece em Ultimate Comics: Iron Man como uma organização, em vez de um super vilão solitário. A Mandarin International é uma empresa que ajudou Howard Stark a construir a Stark International em uma empresa de sucesso. Anos depois, eles recuperam o que era "deles": Tony Stark e seu legado. Stark os localizou em Hong Kong e entrou em conflito com seus "zeladores" Taku e Jane roubando DNA de Stark e acessando seus satélites de defesa. Com a ajuda da Máquina de Combate e da S.H.I.E.L.D., eles foram parados e suas instalações foram destruídas, embora tenha enviado uma mensagem ao zelador Li de um indivíduo desconhecido.

### Secret Wars (2015)
Em Secret Wars, o Mandarim é o impiedoso imperador da região de K'un-Lun, inspirada em wuxia, do Battleworld. Aqui ele é chamado Zheng Zu, Mestre dos Dez Anéis, uma escola de artes marciais que usa poderes e técnicas místicos baseados nos poderes de seus dez anéis da continuidade principal. Como seu homônimo, ele é o pai de Shang-Chi, procurado pelo assassinato de Lord Tuan, o mestre da escola Punho de Ferro, os principais rivais da escola dos Dez Anéis. Mais tarde, é revelado que ele enviou seu assassino, Red Sai da escola Red Hand, para assassinar Tuan, mas acabou fracassando. Para poupar sua amante e seus alunos da ira do imperador, Shang-Chi matou Tuan; Zu teve seu filho implicado e exilado pelo assassinato para cobrir seu próprio envolvimento. Representando os Dez Anéis, o Imperador Zu organiza o torneio realizado a cada treze anos para decidir quem deve ser o próximo governante de K'un-Lun, cargo que ocupa há 100 anos. Quando Shang-Chi retorna de seu exílio para representar sua própria escola, The Lower Caste, Zu permite que ele participe, mas altera as regras para que Shang-Chi tenha que derrotar todos os representantes antes de enfrentá-lo nas Treze Câmaras. Durante a luta, Zu tenta matar seu filho com a técnica Spectral Touch, apenas para que o movimento passe por ele devido a Shang-Chi aprendendo a se tornar intangível. Shang-Chi passa a usar nove das dez técnicas contra seu pai e, finalmente, o derrota com The Gorgon's Eye, que o transforma em pedra. Com a derrota de Zu, Shang-Chi se torna o novo imperador de K'un-Lun.

## Em outras mídias

### Televisão
- O Mandarim foi um grande inimigo do Homem de Ferro em The Marvel Super Heroes, com voz de Henry Ramer.[21]
- O Mandarim apareceu como um vilão central na série animada Iron Man, com as vozes de Ed Gilbert (1 ª temporada) e por Robert Ito (2 ª temporada). Na primeira temporada, sua história de origem é revelada: Arnold Brock, um arqueólogo que tropeçou em uma espaçonave alienígena enterrada (de mundos distantes, protegida por guerreiros de barro sombrio) e encontrou um cristal gigante com poder imensurável que é a fonte de energia do navio. Ao tocá-lo, ele se torna alterado pelo poder da joia e por baixo dela estão dez pedras preciosas que ele prendeu nos anéis de sua esposa morta, permitindo-lhe usar os poderes das pedras preciosas. Na segunda temporada, o Mandarim perde todos os seus anéis e viaja pela Terra para encontrá-los. Ele finalmente recupera seus anéis e usa o Coração das Trevas para roubar o mundo da tecnologia. O Homem de Ferro o derrota girando sua própria energia contra ele (resultando na perda dos anéis da mão direita) e derrotando-o em uma exo-armadura, dando-lhe amnésia. Alguns bandidos do deserto vêm e se preparam para roubá-lo dos anéis da mão esquerda, e seus gritos foram ouvidos pelo grupo do Homem de Ferro.
- Gene Khan / Temugin aparece como o Mandarim em Iron Man: Armored Adventures, com a voz de Vincent Tong. Sob o pseudônimo de "Gene Khan", ele se infiltra na Academia Tomorrow ao lado de Pepper Potts, James Rhodes e Tony Stark, tentando ganhar a confiança de Stark. Seu padrasto criminoso Xin "Shin" Zhang (também interpretado por Vincent Tong) afirma ser o "verdadeiro Mandarim" até ser preso por seu enteado no domeço cz série e aparentemente descartado no final da temporada. Ele também é quem sequestrou Howard Stark, onde Tony acredita que Obadiah Stane o matou a bordo de seu avião particular. Nesta encarnação, Gene revela-se parte Makluan devido a modificações genéticas transmitidas pelo seu antepassado, o que lhe permite exercer os anéis de poder (inicialmente pensados para ser cinco, mas no final da primeira temporada, mostrou-se dez). Enquanto ele é um inimigo do Homem de Ferro, ele é geralmente descrito como um anti-herói equivocado que tem intenções nobres, mas os executa da maneira errada. Gene e Zhang são capazes de usar os anéis para criar uma armadura de samurai futurista-preta e dourada que eles usam para assumir a identidade do mandarim, capaz de grande força e durabilidade. Gene obtém todos os dez anéis, mas sua fome de poder traz a consequência da raça Makluan invadir a Terra para recuperar os anéis no final da série. Depois que a invasão do Makluan Overlord é repelida, Gene decide se tornar um protetor da Terra.
- O Mandarim aparece na minissérie Lego Marvel Super Heroes: Maximum Overload, interpretado por Barry Dennen.
- O Mandarim aparece em Marvel Disk Wars: The Avengers, onde é interpretado por Taiten Kusunoki.

### Filmes
- O Mandarim é destaque no filme de animação lançado diretamente em vídeo The Invincible Iron Man, interpretado por Fred Tatasciore. Nesta versão, o Mandarim é um antiga regente de uma cruel dinastia chinesa que usou alguns meios sobrenaturais (via servos de cada elemento: Ar, Fogo, Água e Terra) e tem dois Guardiões: o dragão Fin Fang Foom e o dragão de Gelo Zhen Ji Xang. Outra diferença entre esta iteração é que ele tem cinco anéis (em vez de dez) que foram deixados para trás ao redor do globo para que o Mandarim se levante e governe a Terra se todos os anéis forem reunidos. Ele aparece apenas brevemente como uma projeção espiritual no clímax do filme através de seu descendente Li-Mei (interpretrada por Gwendoline Yeo), mas acabou sendo derrotado por Tony Stark.
- Victor Kohl/Exile aparece na franquia Marvel Rising, interpretado por Booboo Stewart.

Exile aparece em Marvel Rising: Secret Warriors. Exileé descrito como um inumano que trabalha para Hala, o Acusador, para se vingar dos humanos por seu preconceito contra os Inumanos. Exile sequestra jovens Inumanos para que os Kree possam transformá-los em guerreiros. Exile persegue um desses jovens Inumanos, Dante Pertuz, de sua casa em Illinois para Nova York, onde ele encontra a Sra. Marvel e Squirrel Girl, que ele salva de um dos ataques de Dante que visam a ele. Exile foge dos agentes de S.H.I.E.L.D., Daisy Johnson e Patriota. Exile depois rastreia Dante mais uma vez e o persegue após Dante roubar a moto de America Chavez. Quando Dante causa acidentalmente uma grande explosão, Exile mais uma vez foge da cena. Exile encontra a Ms. Marvel em um telhado e Exile, que se interessou por ela, e revela sua lealdade a Hala e seus verdadeiros planos. Exile e Ms. Marvel batalha, e Exile derrota com sucesso ela e traz ela a bordo da nave Kree. Exile mais tarde persegue depois de uma fuga da Sra. Marvel, Dentinho e Dante depois de libertar os Inumanos presos. Exile é derrotado pela Ms. Marvel, levando Hala a demiti-lo por ser fraco. Enfurecido, Exile usa seus poderes para se transformar em um grande minotauro como monstro, apesar das tentativas de Ms. Marvel de convencê-lo. Exile é então derrotado pelas forças combinadas de Dante, Ms. Marvel, Capitã Marvel, Patriota, Daisy Johnson e Garota Esquilo. Revertendo para sua forma normal, Exile escapa. Exile aparece em Marvel Rising: Chasing Ghosts. Ele planeja continuar o que Hala, o Acusador, começou. Para fazer isso, Exile se junta a um Inumano chamado Sheath, que foi responsável pela morte de um Inumano chamado Kevin, que levou George Stacy a culpar a Aranha Fantasma. Isso leva a uma batalha entre Exile e Sheath contra Ghost Spider e os Secret Warriors, apesar da presença de George Stacy e os policiais. Depois que eles foram derrotados, Exile e Sheath são presos pela polícia, enquanto Daisy Johnson faz o backup da prova de que Sheath matou Kevin.

#### Universo Cinematográfico Marvel
Diversas variações do conceito do Mandarim aparecem na mídia live-action ambientada no Universo Cinematográfico Marvel:
- O Mandarim é referenciado no filme Homem de Ferro de 2008, através do nome de um grupo terrorista conhecido como Dez Anéis,[22] que também reapareceu em Homem de Ferro 2 (2010), Homem-Formiga (2015) e Shang-Chi e a Lenda dos Dez Anéis (2021), além de o logotipo presente em Homem de Ferro 3 (2013) e em flashbacks nas séries Demolidor (2016-2019) e Ms. Marvel (2022) e mencionado em Invasão Secreta (2023). O roteirista Alfred Gough disse em 2007 que havia desenvolvido um filme do Homem de Ferro para a New Line Cinema, que incluía o Mandarim como o vilão, concebendo-o como um terrorista indonésio que se disfarçou como um playboy rico que Tony Stark conhecia.[23]
- Ben Kingsley aparece em material promocional para Homem de Ferro 3 como o Mandarim,[24] deixando implícito que ele é o líder do grupo terrorista Dez Anéis.[25][26] O filme revela que a persona terrorista "Mandarim" foi adotada pelo fundador da I.M.A., Aldrich Killian (Guy Pearce) para mascarar atividades genéticas ilegais, enquanto a imagem idealizada é na verdade o ator britânico Trevor Slattery. Inspirado pelo personagem, o diretor Shane Black especificou que Killian era a versão do Mandarim do Universo Cinematográfico Marvel, como mostrado pelas tatuagens de dragão no peito de Killian, enquanto Slattery deveria retratar a imagem idealizada da personalidade terrorista como a procuração de Killian.[27][28]
- Em entrevistas, o produtor Kevin Feige sugeriu que Killian construiu esta ideia a partir de lendas previamente ouvidas, e sugeriu que o público deveria acreditar na forte possibilidade de que possa haver uma representação precisa dos quadrinhos conhecida dentro do MCU.[29][30][31] No curta All Hail the King é provado que existe um Mandarim, por meio de um agente disfarçado, Jackson Norriss, que vai para a prisão de Seagate com o propósito de levar Trevor Slattery para puní-lo por abusar do nome do líder dos Dez Anéis.[32]
- Shang-Chi e a Lenda dos Dez Anéis, de 2021 introduz o "verdadeiro" Mandarim, interpretado por Tony Leung.[33] Esta versão se chama Xu Wenwu[34] ele é o líder dos Dez Anéis e pai de Shang-Chi.[35] O roteirista Dave Callaham disse que o personagem foi difícil de escrever para o filme, em especial para fugir de estereótipos de vilões asiáticos.[36] Os eventos de Homem de Ferro 3 são citados, com Wenwu zombando do nome "Mandarim" - "eles me deram o nome de uma laranja" - e a revelação que Slattery foi mantido prisioneiro pelos Dez Anéis após decidirem poupá-lo de uma execução, antes dele escapar para ajudar a guiar Shang-Chi até a vila de Ta Lo.[37]
- Variantes alternativas de Wenwu aparecem na série animada What If...? do Disney+, dublado por Feodor Chin.[38]

### Jogos eletrônicos
- O Mandarim apareceu como o terceiro e último chefe no estágio 3 do jogo de arcade de 1991, Captain America and The Avengers.
- O mandarim aparece como um chefe em Marvel: Ultimate Alliance, com a voz de James Sie. Esta versão foi originalmente um membro dos Mestres do Terror até que ele se rebelou contra o Doutor Destino e deixou o grupo. Loki personifica-o na Atlântida, fazendo com que os heróis vão ao seu palácio para descobrir os planos dos Mestres. Dentro de seu palácio, ele é protegido por Gárgula Cinzento, Homem-Dragão, robôs Ultimo, monges shaolin e guerreiros de pedra.
- O Mandarim é apresentado na tabela temática do Homem de Ferro no Marvel Pinball.
- O Mandarim é destaque em Marvel: Avengers Alliance. Ele é mencionado muito nas missões normais. Na 9ª missão Spec Ops, Mandarim entra em contato com o Homem de Ferro no final da 9ª missão Spec Ops, onde ele enviou Eric Savin para atuar como seu procurador. Ele então termina sua transmissão com o Homem de Ferro afirmando que eles vão se falar de novo em breve.
- Em Marvel Heroes, o Mandarim tem novamente a voz de Fred Tatasciore.
- O Mandarim aparece em Lego Marvel Super Heroes, com a voz de John DiMaggio. Ele e Aldrich Killian conduzem os soldados de Extremis em tomar sobre a torre de Stark. Depois que Killian é derrotado, Mandarim sequestra a Armadura Hulkbuster do Homem de Ferro para lutar contra o Homem de Ferro e o Capitão América. O Mandarim é derrotado pelo Homem de Ferro e pelo Capitão América e é então preso pela S.H.I.E.L.D. A versão Trevor Slattery também é jogável no jogo.
- O Mandarim dos quadrinhos, Aldrich Killian e Trevor Slattery podem ser jogados no jogo Lego Marvel Avengers.
- Wenwu é um personagem jogável no jogo para celular Marvel: Future Fight.[39]
- Wenwu é um personagem jogável em Marvel Super War, com a voz de  Aleks Le..